# Robert Manzer
Robert Manzer (14. ledna 1877 Děčín – 19. ledna 1942 Salcburk) byl český houslista a dirigent, který se podstatným způsobem zasloužil o rozvoj české kultury v Karlovarském regionu před začátkem druhé světové války.

## Život
Pocházel z hudebnické rodiny a již v mládí byl velmi nadaným houslistou. Po přijetí na Pražskou konzervatoř do třídy nestora českých houslistů prof. Otakara Ševčíka se rozhodl ještě studovat skladbu u Antonína Dvořáka. Robert Manzer byl však i velmi činný hudební organizátor. Přes třicet let působil jako ředitel orchestru v Karlových Varech, v jehož repertoáru uplatňoval zejména českou a slovanskou hudbu, dokud to neznemožnil nástup nacistického režimu. I přes svou zaneprázdněnost ředitele orchestru se nepřestal aktivně věnovat hudbě, byl vynikajícím sbormistrem karlovarského sboru a ročně hrál několik desítek koncertů se svým smyčcovým kvartetem.